# Oquitoa
Oquitoa è una municipalità dello stato di Sonora, nel Messico settentrionale, il cui capoluogo è la località omonima.
La municipalità conta 372 abitanti (2010) e ha un'estensione di 916,76 km².
Il nome della località in lingua pima significa la donna bianca.

## Monumenti e luoghi di interesse
- Missione di San Antonio Paduano del Oquitoa, fondata dal gesuita Eusebio Francesco Chini nel 1689.